# Copa América 2004
Copa América 2004 to zawodowy turniej piłkarski zorganizowany przez CONMEBOL. Zawody te odbyły się w Peru i trwały od 6 lipca do 25 lipca 2004.
Nie przeprowadzano eliminacji. W turnieju uczestniczyło 12 drużyn. Dziesięć reprezentacji (czyli wszystkie), które skupia CONMEBOL i dwie drużyny ze strefy CONCACAF, były to Meksyk i Kostaryka.

## Stadiony
| Miasto   | Stadion               | Pojemność | Wysokość n.p.m. |
| -------- | --------------------- | --------- | --------------- |
| Arequipa | Estadio de la UNSA    | 40 217    | 2335 m          |
| Chiclayo | Estadio Elías Aguirre | 23 000    | 29 m            |
| Cuzco    | Estadio Garcilaso     | 42 056    | 3339 m          |
| Lima     | Stadion Narodowy      | 45 574    | 154 m           |
| Piura    | Coloso Miraflorino    | 23 550    | 29 m            |
| Tacna    | Estadio Modelo        | 19 850    | 562 m           |
| Trujillo | Estadio Mansiche      | 25 000    | 34 m            |

## Uczestnicy

### Argentyna
| Nr                     | Zawodnik              | Klub                |
| ---------------------- | --------------------- | ------------------- |
| 1                      | Roberto Abbondanzieri | Boca Juniors        |
| 2                      | Roberto Ayala         | Valencia CF         |
| 3                      | Juan Pablo Sorín      | Cruzeiro EC         |
| 4                      | Facundo Quiroga       | VfL Wolfsburg       |
| 5                      | Javier Mascherano     | River Plate         |
| 6                      | Gabriel Heinze        | Manchester United   |
| 7                      | Javier Saviola        | FC Barcelona        |
| 8                      | Javier Zanetti        | Inter Mediolan      |
| 9                      | Luciano Figueroa      | Cruz Azul           |
| 10                     | Andrés D’Alessandro   | VfL Wolfsburg       |
| 11                     | Carlos Tévez          | Boca Juniors        |
| 12                     | Pablo Cavallero       | Celta Vigo          |
| 13                     | Diego Placente        | Bayer 04 Leverkusen |
| 14                     | Clemente Rodríguez    | Boca Juniors        |
| 15                     | Leandro Fernández     | Newell’s Old Boys   |
| 16                     | Lucho González        | River Plate         |
| 17                     | Mariano González      | US Palermo          |
| 18                     | Kily González         | Inter Mediolan      |
| 19                     | César Delgado         | Cruz Azul           |
| 20                     | Nicolás Medina        | Sunderland          |
| 21                     | Mauro Rosales         | Newell’s Old Boys   |
| 22                     | Fabricio Coloccini    | A.C. Milan Mediolan |
| Trener: Marcelo Bielsa |                       |                     |

### Boliwia
| Nr                     | Zawodnik             | Klub                   |
| ---------------------- | -------------------- | ---------------------- |
| 1                      | José Carlo Fernández | Independiente Santa Fe |
| 2                      | Miguel Hoyos         | Oriente Petrolero      |
| 3                      | Sergio Jáuregui      | Club Blooming          |
| 4                      | Lorgio Álvarez       | Oriente Petrolero      |
| 5                      | Ronald Arana         | Oriente Petrolero      |
| 6                      | Richard Rojas        | The Strongest          |
| 7                      | Luis Cristaldo       | The Strongest          |
| 8                      | Rubén Tufiño         | Club Bolívar           |
| 9                      | Miguel Mercado       | Club Bolívar           |
| 10                     | Limberg Gutiérrez    | Club Bolívar           |
| 11                     | Roger Suárez         | Club Bolívar           |
| 12                     | Wálter Flores        | CD San José            |
| 13                     | Sergio Galarza       | Club Jorge Wilstermann |
| 14                     | Hermán Solíz         | The Strongest          |
| 15                     | Límbert Pizarro      | Club Bolívar           |
| 16                     | Ronald Raldes        | Rosario Central        |
| 17                     | Juan Carlos Arce     | Oriente Petrolero      |
| 18                     | Getulio Vaca         | Club Blooming          |
| 19                     | Gonzalo Galindo      | Club Bolívar           |
| 20                     | Joaquín Botero       | UNAM Meksyk            |
| 21                     | Leonardo Fernández   | Chacarita Juniors      |
| 22                     | Juan Carlos Sánchez  | Club Aurora            |
| Trener: Ramiro Blacutt |                      |                        |

### Brazylia
| Nr                              | Zawodnik                    | Klub                |
| ------------------------------- | --------------------------- | ------------------- |
| 1                               | Júlio César                 | CR Flamengo         |
| 2                               | Mancini (piłkarz)           | AS Roma             |
| 3                               | Luisão                      | SL Benfica          |
| 4                               | Juan Silveira dos Santos    | Bayer 04 Leverkusen |
| 5                               | Renato                      | Santos FC           |
| 6                               | Gustavo Nery de Sá da Silva | São Paulo FC        |
| 7                               | Adriano Leite Ribeiro       | Inter Mediolan      |
| 8                               | Kléberson                   | Manchester United   |
| 9                               | Luís Fabiano                | São Paulo FC        |
| 10                              | Alex                        | Cruzeiro EC         |
| 11                              | Eduardo César Daude Gaspar  | Arsenal             |
| 12                              | Fábio Deivson Lopes Maciel  | CR Vasco da Gama    |
| 13                              | Maicon                      | AS Monaco           |
| 14                              | Marcelo Bordon              | VfB Stuttgart       |
| 15                              | Cris                        | Cruzeiro EC         |
| 16                              | Dudu Cearense               | Kashiwa Reysol      |
| 17                              | Adriano Correia             | Coritiba FBC        |
| 18                              | Júlio Baptista              | Sevilla FC          |
| 19                              | Diego                       | Santos FC           |
| 20                              | Felipe Jorge Loureiro       | CR Flamengo         |
| 21                              | Ricardo Oliveira            | Valencia CF         |
| 22                              | Vágner Love                 | SE Palmeiras        |
| Trener: Carlos Alberto Parreira |                             |                     |

### Chile
| Nr                          | Zawodnik                   | Klub                      |
| --------------------------- | -------------------------- | ------------------------- |
| 1                           | Claudio Andrés Bravo       | CSD Colo-Colo             |
| 2                           | Cristian Andrés Álvarez    | CD Universidad Católica   |
| 3                           | Luis Alberto Fuentes       | Cobreloa                  |
| 4                           | Rodrigo Antonio Pérez      | Cobreloa                  |
| 5                           | Miguel Mauricio Ramírez    | CSD Colo-Colo             |
| 6                           | Clarence Williams Acuña    | Rosario Central           |
| 7                           | Rodrigo Ignacio Valenzuela | Club América              |
| 8                           | Rodrigo Javier Millar      | CD Huachipato             |
| 9                           | Sebastián Ignacio González | Atlante FC                |
| 10                          | Luis Antonio Jiménez       | Ternana Calcio            |
| 11                          | Mark Dennis González       | CD Universidad Católica   |
| 12                          | Alex Fabián Varas          | Santiago Wanderers        |
| 13                          | Ismael Ignacio Fuentes     | CSD Rangers               |
| 14                          | Moisés Fermín Villarroel   | CSD Colo-Colo             |
| 15                          | Héctor Raúl Mancilla       | CD Huachipato             |
| 16                          | Jonathan Josué Cisternas   | Cobreloa                  |
| 17                          | Milovan Petar Mirosevic    | Racing Club de Avellaneda |
| 18                          | Rodrigo David Meléndez     | CA Argentino de Quilmes   |
| 19                          | Rafael Andrés Olarra       | CA Independiente          |
| 20                          | Mauricio Fernando Aros     | CD Huachipato             |
| 21                          | Luis Pedro Figueroa        | Universidad Concepción    |
| 22                          | Patricio Sebastián Galaz   | Cobreloa                  |
| Trener: Juvenal Mario Olmos |                            |                           |

### Ekwador
| Nr                         | Zawodnik                   | Klub                  |
| -------------------------- | -------------------------- | --------------------- |
| 1                          | Jacinto Alberto Espinoza   | LDU Quito             |
| 2                          | Jorge Daniel Guagua        | CD El Nacional        |
| 3                          | Iván Jacinto Hurtado       | Tigres UANL Monterrey |
| 4                          | Ulises Hernán De La Cruz   | Aston Villa           |
| 5                          | Alfonso Andrés Obregón     | LDU Quito             |
| 6                          | Vicente Paul Ambrossi      | LDU Quito             |
| 7                          | Franklin Agustín Salas     | LDU Quito             |
| 8                          | Ebelio Agustín Ordóñez     | CD El Nacional        |
| 9                          | Gustavo Omar Figueroa      | Aucas Quito           |
| 10                         | Alex Darío Aguinaga        | LDU Quito             |
| 11                         | Agustín Javier Delgado     | Aucas Quito           |
| 12                         | Oswaldo Jhovani Ibarra     | CD El Nacional        |
| 13                         | Luis Fernando Saritama     | Deportivo Quito       |
| 14                         | Jhonny Alejandro Baldeón   | Deportivo Quito       |
| 15                         | Marlon Riter Ayoví         | Deportivo Quito       |
| 16                         | Cléber Manuel Chalá        | Deportivo Quito       |
| 17                         | Geovanny Patricio Espinoza | LDU Quito             |
| 18                         | Neicer Reasco              | LDU Quito             |
| 19                         | Edison Vicente Méndez      | CD Irapuato           |
| 20                         | Edwin Rolando Tenorio      | Barcelona SC          |
| 21                         | Leonardo Javier Soledispa  | Barcelona SC          |
| 22                         | Damián Enrique Lanza       | Deportivo Cuenca      |
| Trener: Hernán Darío Gómez |                            |                       |

### Kolumbia
| Nr                     | Zawodnik                  | Klub                      |
| ---------------------- | ------------------------- | ------------------------- |
| 1                      | Juan Carlos Henao         | Once Caldas               |
| 2                      | Andrés Felipe González    | América Cali              |
| 3                      | Jaime Alberto Castrillón  | Independiente Medellín    |
| 4                      | Jesús Brahaman Sinisterra | Arminia Bielefeld         |
| 5                      | Andrés Felipe Orozco      | Racing Club de Avellaneda |
| 6                      | Oscar Díaz                | Deportivo Cali            |
| 7                      | Mahler Tressor Moreno     | Deportivo Cali            |
| 8                      | David Arturo Ferreira     | América Cali              |
| 9                      | Sergio Darío Herrera      | América Cali              |
| 10                     | Neider Yesid Morantes     | Independiente Medellín    |
| 11                     | Elkin Antonio Murillo     | LDU Quito                 |
| 12                     | Breiner Clemente Castillo | Deportivo Cali            |
| 13                     | Arley Dinas               | Tolima Ibagué             |
| 14                     | Edixon Perea              | Atlético Nacional         |
| 15                     | Jhon Eduis Viáfara        | Once Caldas               |
| 16                     | Edwin Arturo Congo        | Levante UD                |
| 17                     | Jairo Leonardo Patiño     | Newell’s Old Boys Rosario |
| 18                     | Abel Enrique Aguilar      | Deportivo Cali            |
| 19                     | José Antonio Amaya        | Atlético Junior           |
| 20                     | Gustavo Andrés Victoria   | Çaykur Rizespor           |
| 21                     | Haider Guillermo Palacio  | SSC Napoli                |
| 22                     | Gonzalo Martínez          | Atlético Junior           |
| Trener: Reinaldo Rueda |                           |                           |

### Kostaryka
| Nr                       | Zawodnik                 | Klub               |
| ------------------------ | ------------------------ | ------------------ |
| 1                        | Víctor Andrey Bolívar    | Liberia Mía        |
| 2                        | Michael Umaña            | CS Herediano       |
| 3                        | Luis Antonio Marín       | LD Alajuelense     |
| 4                        | Alexander Castro         | LD Alajuelense     |
| 5                        | Whayne Wilson            | Cartaginés Cartago |
| 6                        | Christian Alberto Oviedo | CS Herediano       |
| 7                        | Alonso Solís             | Deportivo Saprissa |
| 8                        | Dany Alberto Fonseca     | Cartaginés Cartago |
| 9                        | Álvaro Alberto Saborío   | Deportivo Saprissa |
| 10                       | Walter Centeno           | AEK Ateny          |
| 11                       | Ronald Gómez             | CD Irapuato        |
| 12                       | Leonardo González        | CS Herediano       |
| 13                       | Carlos Hernández         | LD Alajuelense     |
| 14                       | Cristian Badilla         | CS Herediano       |
| 15                       | Júnior Enrique Díaz      | CS Herediano       |
| 16                       | Try Anthony Bennett      | CS Herediano       |
| 17                       | Steven José Bryce        | LD Alajuelense     |
| 18                       | José Francisco Porras    | Deportivo Saprissa |
| 19                       | Mauricio Wright          | AEK Ateny          |
| 20                       | Douglas Esteban Sequeira | Deportivo Saprissa |
| 21                       | Andy Francisco Herrón    | CS Herediano       |
| 22                       | Ricardo González         | LD Alajuelense     |
| Trener: Jorge Luis Pinto |                          |                    |

### Meksyk
| Nr                       | Zawodnik           | Klub          |
| ------------------------ | ------------------ | ------------- |
| 1                        | Oswaldo Sánchez    | Guadalajara   |
| 2                        | Claudio Suárez     | Tigres UANL   |
| 3                        | Omar Briceño       | Tigres UANL   |
| 4                        | Rafael Márquez     | FC Barcelona  |
| 5                        | Duilio Davino      | Club América  |
| 6                        | Gerardo Torrado    | Sevilla FC    |
| 7                        | Octavio Valdez     | Pachuca       |
| 8                        | Pável Pardo        | Club América  |
| 9                        | Jared Borgetti     | Santos Laguna |
| 10                       | Adolfo Bautista    | Guadalajara   |
| 11                       | Daniel Osorno      | Monterrey     |
| 12                       | Óscar Pérez        | Cruz Azul     |
| 13                       | Moisés Muñoz       | Morelia       |
| 14                       | Ramón Morales      | Guadalajara   |
| 15                       | David Oteo         | Tigres UANL   |
| 16                       | Mario Méndez       | Toluca        |
| 17                       | Francisco Palencia | Guadalajara   |
| 18                       | Salvador Carmona   | Guadalajara   |
| 19                       | Jaime Lozano       | Pumas UNAM    |
| 20                       | Ricardo Osorio     | Cruz Azul     |
| 21                       | Jesús Arellano     | Monterrey     |
| 22                       | Héctor Altamirano  | Santos Laguna |
| Trener: Ricardo La Volpe |                    |               |

### Paragwaj
| Nr                          | Zawodnik                | Klub                   |
| --------------------------- | ----------------------- | ---------------------- |
| 1                           | Justo Wilmar Villar     | Club Libertad          |
| 2                           | Emilio Damián Martínez  | Club Libertad          |
| 3                           | Julio César Manzur      | Club Guaraní           |
| 4                           | Carlos Alberto Gamarra  | Inter Mediolan         |
| 5                           | José Ricardo Devaca     | Cerro Porteño          |
| 6                           | Jorge Orlando Brítez    | Club Olimpia           |
| 7                           | Dante Rafael López      | Córdoba CF             |
| 8                           | Edgar Osvaldo Barreto   | NEC Nijmegen           |
| 9                           | Fredy José Bareiro      | Club Libertad          |
| 10                          | Diego Antonio Figueredo | Club Olimpia           |
| 11                          | Julio González Ferreira | Club Nacional          |
| 12                          | Diego Daniel Barreto    | Cerro Porteño          |
| 13                          | Carlos Humberto Paredes | Reggina                |
| 14                          | Ernesto Rubén Cristaldo | Cerro Porteño          |
| 15                          | Pedro Juan Benítez      | Cerro Porteño          |
| 16                          | David Raúl Villalba     | Club Olimpia           |
| 17                          | Celso Esquivel          | San Lorenzo de Almagro |
| 18                          | Derlis Aníbal González  | 12 de Octubre Itaugua  |
| 19                          | Nelson Antonio Haedo    | Werder Brema           |
| 20                          | Julio Daniel Dos Santos | Cerro Porteño          |
| 21                          | Aureliano Torres        | Club Guaraní           |
| 22                          | Fabio Escobar           | Club Nacional          |
| Trener: Carlos Jara Saguier |                         |                        |

### Peru
| Nr                                   | Zawodnik                 | Klub                     |
| ------------------------------------ | ------------------------ | ------------------------ |
| 1                                    | Oscar Manuel Ibáñez      | Cienciano Cuzco          |
| 2                                    | Santiago Wilmer Acasiete | Cienciano Cuzco          |
| 3                                    | César Miguel Rebosio     | Real Saragossa           |
| 4                                    | Jorge Antonio Soto       | Club Sporting Cristal    |
| 5                                    | Emilio Martín Hidalgo    | Alianza Lima             |
| 6                                    | Wálter Ricardo Vílchez   | Alianza Lima             |
| 7                                    | Nolberto Albino Solano   | Aston Villa              |
| 8                                    | Juan José Jayo           | Alianza Lima             |
| 9                                    | Flavio Francisco Maestri | Vitória Salvador         |
| 10                                   | Roberto Carlos Palacios  | Monarcas Morelia         |
| 11                                   | Aldo ítalo Olcese        | Alianza Lima             |
| 12                                   | Erick Guillermo Delgado  | Club Sporting Cristal    |
| 13                                   | Juan Carlos La Rosa      | Cienciano Cuzco          |
| 14                                   | Claudio Miguel Pizarro   | Bayern Monachium         |
| 15                                   | Guillermo Sandro Salas   | Alianza Lima             |
| 16                                   | Andrés Augusto Mendoza   | FC Brugge                |
| 17                                   | Jefferson Agustín Farfán | Alianza Lima             |
| 18                                   | Pedro Alexandro García   | Alianza Atlético Sullana |
| 19                                   | Marko Gustavo Ciurlizza  | Alianza Lima             |
| 20                                   | Carlos Alberto Zegarra   | Club Sporting Cristal    |
| 21                                   | Leao Butrón              | Alianza Lima             |
| 22                                   | Julio César García       | Cienciano Cuzco          |
| Trener: PAULO César AUTUORI de Mello |                          |                          |

### Urugwaj
| Nr                                                                                  | Zawodnik                      | Klub                      |
| ----------------------------------------------------------------------------------- | ----------------------------- | ------------------------- |
| 1                                                                                   | Héctor Fabián Carini          | Standard Liège            |
| 1                                                                                   | Mario Sebastián Viera         | Club Nacional de Football |
| Uwaga: kontuzjowany bramkarz Fabián Carini został zastąpiony przez Sebastiána Vierę |                               |                           |
| 2                                                                                   | Joe Emmerson Bizera           | CA Peñarol                |
| 3                                                                                   | Octavio Darío Rodríguez       | FC Schalke 04             |
| 4                                                                                   | Ronald Paolo Montero          | Juventus F.C.             |
| 5                                                                                   | Marcelo Fabián Sosa           | Spartak Moskwa            |
| 6                                                                                   | Eduardo Alejandro Lago        | Fénix Montevideo          |
| 7                                                                                   | Gustavo Antonio Varela        | FC Schalke 04             |
| 8                                                                                   | Omar Heber Pouso              | Danubio FC                |
| 9                                                                                   | Debray Darío Silva            | Sevilla FC                |
| 10                                                                                  | Juan Martín Parodi            | Panionios GSS             |
| 11                                                                                  | Cristian Gabriel Rodríguez    | CA Peñarol                |
| 12                                                                                  | Luis Alberto Barbat           | Danubio FC                |
| 13                                                                                  | Fabián Larry Estoyanoff       | Fénix Montevideo          |
| 14                                                                                  | Guillermo Daniel Rodríguez    | Danubio FC                |
| 15                                                                                  | Diego Fernando Pérez          | CA Peñarol                |
| 16                                                                                  | Javier Omar Delgado           | Saturn Ramienskoje        |
| 17                                                                                  | Carlos Andrés Diogo           | CA Peñarol                |
| 18                                                                                  | Richard Javier Morales        | CA Osasuna                |
| 19                                                                                  | Jorge Andrés Martínez Barrios | Montevideo Wanderers      |
| 20                                                                                  | Carlos Eber Bueno             | CA Peñarol                |
| 21                                                                                  | Diego Forlán                  | Manchester United         |
| 22                                                                                  | Vicente Martín Sánchez        | Deportivo Toluca          |
| Trener: Jorge Daniel Fossati                                                        |                               |                           |

### Wenezuela
| Nr                           | Zawodnik                  | Klub                      |
| ---------------------------- | ------------------------- | ------------------------- |
| 1                            | Gilberto José Angelucci   | Mineros Guayana           |
| 2                            | Luis José Vallenilla      | Caracas                   |
| 3                            | José Manuel Rey           | Caracas                   |
| 4                            | Jonay Miguel Hernández    | Dundee                    |
| 5                            | Miguel Angel Mea Vitali   | Caracas                   |
| 6                            | Alejandro Enrique Cichero | Club Nacional de Football |
| 7                            | Daniel Gustavo Noriega    | Independiente Medellín    |
| 8                            | Cristian Alfonso Cásseres | UA Maracaibo              |
| 9                            | Alexander Rondón          | São Paulo FC              |
| 10                           | Massimo Margiotta         | Vicenza                   |
| 11                           | Ricardo David Páez        | Barcelona SC              |
| 12                           | Manuel Alejandro Sanhouse | Deportivo Táchira         |
| 13                           | Leonel Gerardo Vielma     | Deportivo Táchira         |
| 14                           | Leopoldo Rafael Jiménez   | UA Maracaibo              |
| 15                           | Wilfredo Moreno           | Mineros Guayana           |
| 16                           | Dickson Ruberth Morán     | UA Maracaibo              |
| 17                           | Jorge Alberto Rojas       | Caracas                   |
| 18                           | Juan Fernando Arango      | Pachuca                   |
| 19                           | Andrée Aníbal González    | Defensor Sporting         |
| 20                           | Héctor Augusto González   | CA Colón                  |
| 21                           | Enrique Andrés Rouga      | Caracas                   |
| 22                           | Pedro De Pablos           | Deportivo Táchira         |
| Trener: Richard Alfredo Páez |                           |                           |

## Mecze

### Grupa A

#### Kolumbia–Wenezuela
| KOLUMBIA – WENEZUELA 1:0 (1:0) |
| --- |
| 6 lipca 2004, Lima, Estadio Nacional del Perú (widzów 45 000)                                                                                                |
| Sędzia: Márcio Rezende ( Aristeu Tavares, Pablo Fandińo) |
| KOLUMBIA: Henao (k) – Martínez, González, Orozco, Victoria – Díaz, Aguilar (76 Castrillón), Patińo, Ferreira (89 Morantes) – Moreno (70 Viáfara), Herrera    |
| WENEZUELA: Angelucci – Vallenilla (70 H.González), Rey (k), Cichero, Hernández (65 Rojas) – Páez, Mea Vitali, Jiménez, Arango – Morán, Rondón (59 Margiotta) |
| Bramki: 1:0 Moreno 21k |
| Żółte kartki: Patińo 23, Martínez 32, Henao 85, Castrillón 87 / Morán 41, Cichero 65, Rojas 75                                                               |

#### Peru–Boliwia
| PERU – BOLIWIA 2:2 (0:1) |
| --- |
| 6 lipca 2004, Lima, Estadio Nacional del Perú (widzów 45 000)                                                                                           |
| Sędzia: Héctor Baldassi ( Francisco Rocchio, Fernando Tamayo)                                                                                           |
| PERU: Ibáńez – Soto, Rebosio, Acasiete, Vílchez – Solano (62 Palacios), Jayo, Zegarra (80 Olcese) – Farfán, Pizarro (k), Maestri (62 Mendoza)           |
| BOLIWIA: L.Fernández – Jáuregui, Raldés, Arana, Alvarez – Tufińo, Cristaldo (k), Gutiérrez (63 Galindo), Pizarro (84 Arce) – Mercado (72 Rojas), Botero |
| Bramki: 0:1 Botero 36, 0:2 Alvarez 57, 1:2 Pizarro 68k, 2:2 Palacios 86                                                                                 |
| Żółte kartki: Carlos Zegarra 39 / L.Fernández 75, Botero 84                                                                                             |

#### Kolumbia–Boliwia
| KOLUMBIA – BOLIWIA 1:0 (0:0) |
| --- |
| 9 lipca 2004, Lima, Estadio Nacional del Perú (widzów 35 000)                                                                                    |
| Sędzia: Pedro Ramos ( Fernando Tamayo, Francisco Rocchio)                                                                                        |
| KOLUMBIA: Henao (k) – Martínez, Orozco, Dinas, Victoria – Díaz, Aguilar (84 Viáfara), Patińo, Ferreira (79 Perea) – Moreno (71 Murillo), Herrera |
| BOLIWIA: L.Fernández – Jáuregui, Raldés, Arana, Alvarez – Tufińo, Cristaldo (k) (34 Flores), Gutiérrez, Pizarro – Mercado (65 Suárez), Botero    |
| Bramki: 1:0 Perea 90g |
| Żółte kartki: Dinas 23 / Tufińo 20, Raldés 34, Flores 67                                                                                         |

#### Peru–Wenezuela
| PERU – WENEZUELA 3:1 (1:0) |
| --- |
| 9 lipca 2004, Lima, Estadio Nacional del Perú (widzów 35 000)                                                                                                |
| Sędzia: Rubén Selman ( Cristian Julio, Pablo Fandińo) |
| PERU: Ibáńez – Salas, Rebosio, Acasiete, Vílchez – Solano (79 Soto), Jayo, Palacios (84 Ciurlizza) – Farfán, Pizarro (k), Mendoza (90 Maestri)               |
| WENEZUELA: Angelucci – Vallenilla, Rey (k), Cichero, Hernández – Páez (65 H.González), Mea Vitali, Jiménez, Arango, Rojas (46 Morán) – Rondón (58 Margiotta) |
| Bramki: 1:0 Farfán 34, 2:0 Solano 62, 3:0 Acasiete 72g, 3:1 Margiotta 74                                                                                     |
| Żółte kartki: Farfán 34, Palacios 35, Pizarro 81 / Rojas 38, Páez 46, Mea Vitali 59, Vallenilla 63, Hernández 70                                             |
| Czerwone kartki: Pizarro 87 / Mea Vitali 76 |

#### Wenezuela–Boliwia
| WENEZUELA – BOLIWIA 1:1 (1:1) |
| --- |
| 12 lipca 2004, Trujillo, Estadio Mansiche (widzów 25 000) |
| Sędzia: Wilmer Mattus ( Pablo Fandińo, Fernando Tamayo) |
| WENEZUELA: Angelucci – Vallenilla, Rey (k), Cichero, Hernández – Páez, A.González (74 Vielma), Jiménez, Arango – Margiotta (64 H.González), Morán (58 Rondón) |
| BOLIWIA: L.Fernández – Jáuregui, Raldés (k), Arana, Alvarez – Galindo, Gutiérrez, Pizarro (21 Tufińo) – Suárez (70 Flores), Mercado (59 Arce), Botero         |
| Bramki: 1:0 Morán 27, 1:1 Galindo 32 |
| Żółte kartki: A.González 52, Rondón 84 / Mercado 58 |

#### Peru–Kolumbia
| PERU – KOLUMBIA 2:2 (0:1) |
| --- |
| 12 lipca 2004, Trujillo, Estadio Mansiche (widzów 25 000)                                                                                          |
| Sędzia: Marco Rodríguez ( Aristeu Tavares, Cristian Julio)                                                                                         |
| PERU: Ibáńez – Salas, Rebosio (13 Soto), Acasiete, Vílchez – Solano (k) (89 Ciurlizza), Jayo, Palacios – Farfán, Maestri (75 García), Mendoza      |
| KOLUMBIA: Henao (k) – Martínez, Orozco, Dinas (44 González), Victoria – Díaz, Aguilar, Viáfara – Morantes (82 Ferreira), Murillo, Congo (77 Perea) |
| Bramki: 0:1 Congo 34g, 0:2 Aguilar 52, 1:2 Solano 58w, 2:2 Maestri 60g                                                                             |
| Żółte kartki: Jayo 42, Maestri 42, Farfán 60 / Dinas 36, González 44, Díaz 57, Martínez 72, Ferreira 86                                            |

### Grupa B

#### Urugwaj–Meksyk
| URUGWAJ – MEKSYK 2:2 (1:1) |
| --- |
| 7 lipca 2004, Chiclayo, Estadio Elías Aguirre (widzów 25 000)                                                                                         |
| Sędzia: Gilberto Hidalgo ( Alfonso Orlandini, Plácido Chuello)                                                                                        |
| URUGWAJ: Barbat – Bizera, Montero (k), D.Rodríguez – Varela, Sosa, Pouso (87 Sánchez), C.Rodríguez, Forlán (74 Parodi) – Silva (78 Morales), Bueno    |
| MEKSYK: Sánchez – Osorio, Davino, Oteo (84 Altamirano) – Carmona, Márquez (k), Pardo, Valdez, Lozano, Palencia (68 Arellano) – Borgetti (68 Bautista) |
| Bramki: 1:0 Bueno 43, 1:1 Osorio 45+, 1:2 Pardo 69, 2:2 Montero 87g                                                                                   |
| Żółte kartki: Varela 22, Silva 32, Parodi 75 / Márquez 27, Osorio 71                                                                                  |
| Czerwone kartki: Morales 81 / – |

#### Argentyna–Ekwador
| ARGENTYNA – EKWADOR 6:1 (1:0) |
| --- |
| 7 lipca 2004, Chiclayo, Estadio Elías Aguirre (widzów 24 000) |
| Sędzia: Carlos Amarilla ( Nelson Cano, Cristian Júlio) |
| ARGENTYNA: Abbondanzieri – Zanetti, Heinze, Ayala (k), Sorín – L.González, Mascherano, C.González (87 Rodríguez), D’Alessandro – Delgado (70 Rosales), Saviola (83 Tévez) |
| EKWADOR: Ibarra – de la Cruz (54 Méndez), Hurtado (k), G.Espinoza, Reasco – Chalá, Obregón, Ambrossi, Tenorio (30 Salas), Ayoví – Ordóńez (46 Delgado)                    |
| Bramki: 1:0 C.González 5k, 1:1 Delgado 62, 2:1 Saviola 64, 3:1 Saviola 74g, 4:1 Saviola 79, 5:1 D’Alessandro 84, 6:1 L.González 90                                        |
| Żółte kartki: Varela 22, Silva 32, Parodi 75 / Márquez 27, Osorio 71 |
| Czerwone kartki: – / Méndez 78 |

#### Urugwaj–Ekwador
| URUGWAJ – EKWADOR 2:1 (0:0) |
| --- |
| 10 lipca 2004, Chiclayo, Estadio Elías Aguirre (widzów 25 000)                                                                                 |
| Sędzia: Gustavo Brand ( Plácido Cuello, Alfonso Orlandini)                                                                                     |
| URUGWAJ: Barbat – Bizera, Montero (k) (60 Lago), D.Rodríguez – Varela, Sosa, Pouso, C.Rodríguez (55 Sánchez), Forlán (68 Pérez) – Silva, Bueno |
| EKWADOR: Ibarra – de la Cruz, Hurtado, G.Espinoza, Reasco – Chalá, Obregón, Méndez (83 Ordóńez), Tenorio (64 Salas), Aguinaga (k) – Delgado    |
| Bramki: 1:0 Forlán 61, 1:1 Salas 73, 2:1 Bueno 79                                                                                              |
| Żółte kartki: Montero 6 / G.Espinoza 49, Reasco 64, Chalá 76                                                                                   |

#### Argentyna–Meksyk
| ARGENTYNA – MEKSYK 0:1 (0:1) |
| --- |
| 10 lipca 2004, Chiclayo, Estadio Elías Aguirre (widzów 25 000) |
| Sędzia: Márcio Rezende ( Aristeu Tavares, Nelson Cano) |
| ARGENTYNA: Abbondanzieri – Zanetti, Heinze, Ayala (k), Sorín (76 Figueroa) – L.González (66 Tévez), Mascherano, C.González, D’Alessandro – Delgado (66 Rosales), Saviola |
| MEKSYK: Sánchez – Torrado, Briceńo (75 Valdez), Márquez (k), Carmona, Davino – Osorio, Pardo, Arellano, Morales (64 Osorno) – Borgetti (64 Altamirano)                   |
| Bramki: 0:1 Morales 9w |
| Żółte kartki: Heinze 32, Zanetti 45, Mascherano 68, D’Alessandro 78 / Borgetti 22, Torrado 65, Altamirano 68, Carmona 78, Pardo 88                                       |

#### Meksyk–Ekwador
| MEKSYK – EKWADOR 2:1 (2:0) |
| --- |
| 13 lipca 2004, Piura, Estadio Miguel Grau (widzów 21 000) |
| Sędzia: Márcio Rezende ( Aristeu Tavares, Nelson Cano) |
| MEKSYK: Sánchez (k) – Altamirano, Suárez, Davino, Briceńo – Valdez, Morales (28 Lozano), Torrado, Palencia, Arellano (74 Osorno) – Bautista (60 Méndez)       |
| EKWADOR: J.Espinoza (46 Lanza) – de la Cruz, Hurtado, G.Espinoza, Reasco – Chalá (46 Salas), Saritama, Ayoví, Soledispa, Aguinaga (k) (64 Figueroa) – Delgado |
| Bramki: 1:0 Altamirano 26k, 2:0 Bautista 42, 2:1 Delgado 71g                                                                                                  |
| Żółte kartki: Bautista 42, Lozano 64 / Soledispa 83 |

#### Argentyna–Urugwaj
| ARGENTYNA – URUGWAJ 4:2 (2:2) |
| --- |
| 13 lipca 2004, Piura, Estadio Miguel Grau (widzów 21000) |
| Sędzia: Rubén Selman ( Cristian Julio, Nelson Cano) |
| ARGENTYNA: Abbondanzieri – Zanetti, Heinze, Ayala (k), Rodríguez (46 M.González) – L.González (80 Saviola), Mascherano, C.González, D’Alessandro – Delgado (77 Tévez), Figueroa |
| URUGWAJ: Barbat – Diogo, Bizera, Lago, D.Rodríguez (k) – Pérez, Sosa (86 Bueno), Delgado – Estoyanoff (43 G.Rodríguez), Forlán, Sánchez (72 C.Rodríguez)                        |
| Bramki: 0:1 Estoyanoff 8, 1:1 C.González 20k, 2:1 Figueroa 21, 2:2 Sánchez 39, 3:2 Ayala 81g, 4:2 Figueroa 90                                                                   |
| Żółte kartki: Mascherano 65, Ayala 74 / Bizera 5, Sosa 19, Diogo 29 |
| Czerwone kartki: – / Bizera 35 |

### Grupa C

#### Paragwaj–Kostaryka
| PARAGWAJ – KOSTARYKA 1:0 (0:0) |
| --- |
| 8 lipca 2004, Arequipa, Estadio Monumental (widzów 30 000) |
| Sędzia: Óscar Ruiz ( Dember Perdomo, Juan Sulca) |
| PARAGWAJ: D.Barreto – Martínez, de Vaca (62 Benítez), Gamarra (k), Torres – Cristaldo, Paredes, E.Barreto, Brítez (46 Dos Santos) – Figueredo (67 Bareiro), Haedo |
| KOSTARYKA: R.González – Bennett, Marín (k), Wright, L.González – Sequeira, Centeno (79 Hernández), Badilla, Bryce – Gómez (60 Solís), Herrón (60 Saborío)         |
| Bramki: 1:0 Dos Santos 85k |
| Żółte kartki: Paredes 42 / Wright 30 |

#### Brazylia–Chile
| BRAZYLIA – CHILE 1:0 (0:0) |
| --- |
| 8 lipca 2004, Arequipa, Estadio Monumental (widzów 35 000) |
| Sędzia: Marco Rodríguez ( Winston Reategui, Fredy Viltty) |
| BRAZYLIA: Júlio César – Mancini (80 Maicon), Juan, Luisăo, Gustavo Nery – Dudú (63 Diego), Renato, Edú, Alex (k) – Adriano (63 Ricardo Oliveira), Luís Fabiano |
| CHILE: Varas – Alvarez, L.Fuentes, Olarra (k), Pérez – Acuńa, Meléndez, Valenzuela, Cisternas (46 Jiménez), Mirosevic (85 Galaz) – S.González (66 Mansilla)    |
| Bramki: 1:0 Luís Fabiano 90g |
| Żółte kartki: Juan 22, Júlio César 49, Mancini 65, Diego 86, Edú 88 / Villarroel 17, Cisternas 38, Fuentes 65, Meléndez 82                                     |
| Uwagi: w 24 minucie przyznanego drużynie Chile rzutu karnego nie wykorzystał S.González                                                                        |

#### Brazylia–Kostaryka
| BRAZYLIA – KOSTARYKA 4:1 (1:0) |
| --- |
| 11 lipca 2004, Arequipa, Estadio Monumental (widzów 12 000)                                                                                                  |
| Sędzia: Héctor Baldassi ( Juan Sulca, Dember Perdomo) |
| BRAZYLIA: Júlio César – Mancini, Juan, Luisăo, Gustavo Nery – Kléberson (58 Diego), Renato, Edú (66 Dudú), Alex (k) – Adriano, Luís Fabiano (58 Vágner Love) |
| KOSTARYKA: R.González – Bennett, Marín (k), Wright, L.González – Sequeira, Centeno, Badilla (59 Gómez), Bryce – Solís (76 Hernández), Saborío (72 Herrón)    |
| Bramki: 1:0 Adriano 45, 2:0 Juan 49, 3:0 Adriano 54g, 4:0 Adriano 68, 4:1 Marín 81                                                                           |
| Żółte kartki: Dudú 73 / – |

#### Paragwaj–Chile
| PARAGWAJ – CHILE 1:1 (0:0) |
| --- |
| 11 lipca 2004, Arequipa, Estadio Monumental (widzów 15 000) |
| Sędzia: Gustavo Méndez ( Winston Reategui, Fredy Viltty) |
| PARAGWAJ: Villar – D.González, Benítez, Gamarra (k), Torres – Cristaldo, Paredes, E.Barreto – Figueredo (67 López), Bareiro (80 Martínez), Haedo (65 Dos Santos) |
| CHILE: Bravo – I.Fuentes, Olarra (k), L.Fuentes, Pérez (46 Aros) – Acuńa (63 Millar), Meléndez, Valenzuela, Mirosevic – Galaz (46 Mancilla), S.González          |
| Bramki: 0:1 S.González 71, 1:1 Cristaldo 79 |
| Żółte kartki: Haedo 63 / I.Fuentes 57 |

#### Kostaryka–Chile
| KOSTARYKA – CHILE 2:1 (0:1) |
| --- |
| 14 lipca 2004, Tacna, Estadio Jorge Basadre (widzów 20 000)                                                                                               |
| Sędzia: René Ortubé ( Fredy Viltty, Francisco Rocchio) |
| KOSTARYKA: R.González – Castro, Marín (k), Wright, L.González (46 Díaz) – Sequeira, Centeno, Badilla (46 Wilson), Bryce (75 Saborío) – Solís, Herrón      |
| CHILE: Varas – I.Fuentes, Olarra (k), L.Fuentes, Pérez (71 Aros) – Acuńa (46 Meléndez), Jiménez, Valenzuela, Millar (71 Mirosevic) – Mancilla, S.González |
| Bramki: 0:1 Olarra 40, 1:1 Wright 59, 2:1 Herrón 90+ |
| Żółte kartki: Mancilla 45, Jiménez 86, Meléndez 89 / Solís 21, Badilla 36, L.González 38, Díaz 80                                                         |

#### Brazylia–Paragwaj
| BRAZYLIA – PARAGWAJ 1:2 (1:1) |
| --- |
| 14 lipca 2004, Arequipa, Estadio Monumental (widzów 8000) |
| Sędzia: Gilberto Hidalgo ( Winston Reategui, Dember Perdomo) |
| BRAZYLIA: Júlio César – Maicon, Cris, Luisăo (k), Gustavo Nery – Kléberson (75 Ricardo Oliveira), Renato, Edú (65 Dudú), Felipe (65 Diego) – Adriano, Luís Fabiano        |
| PARAGWAJ: D.Barreto – Manzur, Benítez, Gamarra (k), Martínez – Esquivel, Paredes, E.Barreto, Dos Santos (68 Escobar) – Bareiro (75 D.González), J.González (63 Figueredo) |
| Bramki: 0:1 J.González 29g, 1:1 Luís Fabiano 35, 1:2 Bareiro 71 |
| Żółte kartki: Luisăo 16 / Bareiro 39, J.González 62 |
| Czerwone kartki: – / Martínez 73 |

### Ćwierćfinały

#### Peru–Argentyna
| PERU – ARGENTYNA 0:1 (0:0) |
| --- |
| 17 lipca 2004, Chiclayo, Estadio Elías Aguirre (widzów 25 000) |
| Sędzia: Carlos Amarilla ( Nelson Cano, Pablo Fandińo) |
| PERU: Ibáńez – Salas, Rebosio, Acasiete, Vílchez (86 La Rosa) – Solano (k), Soto, Jayo (85 Olcese), Zegarra (66 García), Palacios – Mendoza                             |
| ARGENTYNA: Abbondanzieri – Zanetti, Heinze, Ayala (k), Sorín – L.González, Coloccini, C.González, D’Alessandro (57 Tévez) – Delgado (72 Rosales), Figueroa (83 Quiroga) |
| Bramki: 0:1 Tévez 60w |
| Żółte kartki: Zegarra 25, Jayo 28, Solano 89 / Ayala 26 |
| Czerwone kartki: – / Ayala 81 |

#### Kolumbia–Kostaryka
| KOLUMBIA – KOSTARYKA 2:0 (2:0) |
| --- |
| 17 lipca 2004, Trujillo, Estadio Mansiche (widzów 18 000)                                                                                                |
| Sędzia: Gustavo Méndez ( Fernando Tamayo, Aristeu Tavares)                                                                                               |
| KOLUMBIA: Henao (k) – Palacio, Orozco, González, Victoria – Díaz, Aguilar, Patińo (83 Viáfara), Murillo (87 Ferreira) – Moreno, Herrera (72 Perea)       |
| KOSTARYKA: R.González – Castro, Marín (k), Wright, L.González – Sequeira, Hernández (56 Gómez), Badilla, Bryce (46 Centeno) – Solís, Herrón (61 Saborío) |
| Bramki: 1:0 Aguilar 41, 2:0 Moreno 45+k |

#### Paragwaj–Urugwaj
| PARAGWAJ – URUGWAJ 1:3 (1:1) |
| --- |
| 18 lipca 2004, Tacna, Estadio Jorge Basadre (widzów 20 000) |
| Sędzia: Héctor Baldassi ( Francisco Rocchio, Juan Sulca) |
| PARAGWAJ: Villar – Benítez, Gamarra (k), Manzur, D.González (72 Villalba) – Torres, Cristaldo (61 Figueredo), Paredes, E.Barreto (68 Dos Santos) – Bareiro, Haedo |
| URUGWAJ: Viera – Lago, Montero (k), D.Rodríguez – Varela, Sosa, Delgado, C.Rodríguez (85 Sánchez) – Forlán (69 Pérez), Bueno (75 G.Rodríguez), Silva              |
| Bramki: 1:0 Gamarra 16g, 1:1 Bueno 40k, 1:2 Silva 66, 1:3 Silva 89                                                                                                |
| Żółte kartki: Cristaldo 36, E.Barreto 44 / Lago 15, Delgado 24, Silva 29, Varela 53                                                                               |
| Czerwone kartki: – / Varela 64 |

#### Meksyk–Brazylia
| MEKSYK – BRAZYLIA 0:4 (0:1) |
| --- |
| 18 lipca 2004, Piura, Estadio Miguel Grau (widzów 22 000)                                                                                               |
| Sędzia: Oscar Ruiz ( Dember Perdomo, Winston Reategui)                                                                                                  |
| MEKSYK: Sánchez – Torrado (60 Borgetti), Briceńo, Márquez (k), Carmona, Davino – Osorio (33 Altamirano), Pardo, Valdez, Arellano (73 Osorno) – Bautista |
| BRAZYLIA: Júlio César – Maicon, Luisăo, Juan, Gustavo Nery – Kléberson, Renato, Edú, Alex (k) – Adriano, Luís Fabiano (76 Ricardo Oliveira)             |
| Bramki: 0:1 Alex 26k, 0:2 Adriano 65, 0:3 Adriano 78, 0:4 Ricardo Oliveira 87                                                                           |
| Żółte kartki: Davino 27, Márquez 85 / Kléberson 28, Edú 79                                                                                              |

### Półfinały

#### Argentyna–Kolumbia
| ARGENTYNA – KOLUMBIA 3:0 (1:0) |
| --- |
| 20 lipca 2004, Lima, Estadio Nacional del Perú (widzów 22 000) |
| Sędzia: Gilberto Hidalgo ( Juan Sulca, Fernando Tamayo) |
| ARGENTYNA: Abbondanzieri – Zanetti (k), Coloccini, Heinze, Sorín – L.González, Mascherano, C.González (85 Placente), Tévez – Delgado (61 Rosales), Figueroa (64 Quiroga) |
| KOLUMBIA: Henao (k) – Martínez, Orozco, González, Victoria (57 Viáfara) – Díaz, Aguilar, Patińo, Murillo (61 Perea) – Moreno (73 Ferreira), Congo                        |
| Bramki: 1:0 Tévez 32w, 2:0 L.González 51, 3:0 Sorín 80g |
| Żółte kartki: Coloccini 55, Figueroa 59, C.González 66 / Aguilar 32, Orozco 57, Martínez 85                                                                              |

#### Urugwaj–Brazylia
| URUGWAJ – BRAZYLIA 1:1 (1:0), karne 3:5 |
| --- |
| 21 lipca 2004, Lima, Estadio Nacional del Perú (widzów 10 000)                                                                                       |
| Sędzia: Marco Rodríguez ( Nelson Cano, Fredy Viltty)                                                                                                 |
| URUGWAJ: Viera – Bizera, Montero (k), D.Rodríguez – Diogo, Sosa, Pérez (81 Pouso), C.Rodríguez (70 Sánchez), Delgado – Bueno (62 Forlán), Silva      |
| BRAZYLIA: Júlio César – Maicon, Luisăo, Juan, Gustavo Nery – Kléberson (75 Diego), Renato, Edú (75 Júlio Baptista), Alex (k) – Adriano, Luís Fabiano |
| Bramki: 1:0 Sosa 22g, 1:1 Adriano 46 |
| Karne: 0:1 Luisăo, 1:1 Silva, 1:2 Luís Fabiano, 2:2 Viera, 2:3 Adriano, 3:3 Pouso, 3:4 Renato (3:4) Sánchez (obronił Júlio César), 3:5 Alex          |
| Żółte kartki: Delgado 82 / Baptista 80 |

### O trzecie miejsce

#### Urugwaj–Kolumbia
| URUGWAJ – KOLUMBIA 2:1 (1:0) |
| --- |
| 24 lipca 2004, Cuzco, Estadio Garcilaso de la Vega (widzów 35 000)                                                                                          |
| Sędzia: René Ortubé ( Cristian Julio, Plácido Chuello) |
| URUGWAJ: Barbat – Diogo, Bizera (k), Lago, G.Rodríguez – Martínez (77 Varela), Pouso, Parodi (77 Forlán) – Estoyanoff (59 Sosa), Morales, Sánchez           |
| KOLUMBIA: Henao (k) – Martínez, Orozco, González, Victoria – Viáfara, Patińo (78 Castrillón), Aguilar, Ferreira (61 Perea), Murillo (46 Morantes) – Herrera |
| Bramki: 1:0 Estoyanoff 3, 1:1 Herrera 71k, 2:1 Sánchez 81                                                                                                   |
| Żółte kartki: Estoyanoff 4, Diogo 61, Sosa 72 / Herrera 22, Orozco 40, González 67                                                                          |

### Finał

#### Brazylia–Argentyna
| BRAZYLIA – ARGENTYNA 2:2 (1:1), karne 4:2 |
| --- |
| 25 lipca 2004, Lima, Estadio Nacional del Perú (widzów 43 000) |
| Sędzia: Carlos Amarilla ( Nelson Cano, Juan Sulca) |
| BRAZYLIA: Júlio César – Maicon, Luisăo (81 Cris), Juan, Gustavo Nery – Kléberson (54 Diego), Renato, Edú, Alex (k) (63 Felipe) – Adriano, Luís Fabiano                    |
| ARGENTYNA: Abbondanzieri – Coloccini, Ayala (k), Heinze – Zanetti, L.González (75 D’Alessandro), Mascherano, C.González, Sorín – Rosales (64 Delgado), Tévez (90 Quiroga) |
| Bramki: 0:1 C.González 21k, 1:1 Luisăo 45+, 1:2 Delgado 87, 2:2 Adriano 90+                                                                                               |
| Karne: (0:0) D’Alessandro (obronił Júlio César), 1:0 Adriano (1:0) Heinze (niecelny), 2:0 Edú, 2:1 C.González, 3:1 Diego, 3:2 Sorín, 4:2 Juan                             |
| Żółte kartki: Edú 37, Luisăo 58, Adriano 90 / Sorín 25, Mascherano 72, Delgado 87                                                                                         |

## Podsumowanie

### Pierwsza runda
Do ćwierćfinału z każdej grupy dostały się drużyny, które zajęły pierwsze i drugie miejsce, a także dwa najlepsze zespoły, które zajęły trzecie miejsca.
W ustalaniu dwu najlepszych zespołów z trzecich miejsc brano pod uwagę w kolejności:
- większą liczbę zdobytych punktów
- większą różnicę między bramkami zdobytymi a straconymi
- większą liczbę zdobytych bramek
- wynik bezpośredniego meczu między branymi pod uwagę zespołami
- losowanie

Wszystkie godziny podano według czasu lokalnego (UTC – 05:00).

#### Grupa A
| Drużyna   | Pkt | Mecze | Wyg | Rem | Por | BrZd | BrStr |
| --------- | --- | ----- | --- | --- | --- | ---- | ----- |
| Kolumbia  | 7   | 3     | 2   | 1   | 0   | 4    | 2     |
| Peru      | 5   | 3     | 1   | 2   | 0   | 7    | 5     |
| Boliwia   | 2   | 3     | 0   | 2   | 1   | 3    | 4     |
| Wenezuela | 1   | 3     | 0   | 1   | 2   | 2    | 5     |

| Wenezuela | 0 – 1 | Kolumbia  |
| Peru      | 2 – 2 | Boliwia   |
| Kolumbia  | 1 – 0 | Boliwia   |
| Peru      | 3 – 1 | Wenezuela |
| Wenezuela | 1 – 1 | Boliwia   |
| Peru      | 2 – 2 | Kolumbia  |

6 lipca 2004
| Wenezuela      | 0 – 1 (0–1) | Kolumbia      | 17:30 – Stadion Narodowy, Lima Sędzia: Márcio Rezende (Brazylia)   |
|                |             | Moreno 21'-k. | 17:30 – Stadion Narodowy, Lima Sędzia: Márcio Rezende (Brazylia)   |
|                |             |               |                                                                    |
| Peru           | 2 – 2 (0–1) | Boliwia       | 20:15 – Stadion Narodowy, Lima Sędzia: Héctor Baldassi (Argentyna) |
| Pizarro 67'-k. |             | Botero 35'    | 20:15 – Stadion Narodowy, Lima Sędzia: Héctor Baldassi (Argentyna) |
| Palacios 86'   |             | Álvarez 57'   |                                                                    |

9 lipca 2004
| Kolumbia     | 1 – 0 (0 – 0) | Boliwia                       | 17:30 – Stadion Narodowy, Lima Sędzia: Pedro Ramos (Ekwador) |
| Perea 90'    |               |                               | 17:30 – Stadion Narodowy, Lima Sędzia: Pedro Ramos (Ekwador) |
|              |               |                               |                                                              |
| Peru         | 3 – 1 (1 – 0) | Wenezuela                     | 19:45 – Stadion Narodowy, Lima Sędzia: Rubén Selman (Chile)  |
| Farfán 34'   |               | Margiotta 74'                 | 19:45 – Stadion Narodowy, Lima Sędzia: Rubén Selman (Chile)  |
| Solano 61'   |               | czerw. kartka: Mea Vitali 64' |                                                              |
| Acasiete 72' |               |                               |                                                              |

12 lipca 2004
| Wenezuela   | 1 – 1 (1 – 1) | Boliwia     | 17:30 – Estadio Mansiche, Trujillo Sędzia: Marco Rodríguez (Meksyk)   |
| Morán '27   |               | Galindo 33' | 17:30 – Estadio Mansiche, Trujillo Sędzia: Marco Rodríguez (Meksyk)   |
|             |               |             |                                                                       |
| Peru        | 2 – 2 (0 – 1) | Kolumbia    | 19:45 – Estadio Mansiche, Trujillo Sędzia: William Mattus (Kostaryka) |
| Solano 58'  |               | Congo 33'   | 19:45 – Estadio Mansiche, Trujillo Sędzia: William Mattus (Kostaryka) |
| Maestri 60' |               | Aguilar 53' |                                                                       |

#### Grupa B
| Drużyna   | Pkt | Mecze | Wyg | Rem | Por | BrZd | BrStr |
| --------- | --- | ----- | --- | --- | --- | ---- | ----- |
| Meksyk    | 7   | 3     | 2   | 1   | 0   | 5    | 3     |
| Argentyna | 6   | 3     | 2   | 0   | 1   | 10   | 4     |
| Urugwaj   | 4   | 3     | 1   | 1   | 1   | 6    | 7     |
| Ekwador   | 0   | 3     | 0   | 0   | 3   | 3    | 10    |

| Meksyk    | 2 – 2 | Urugwaj |
| Argentyna | 6 – 1 | Ekwador |
| Urugwaj   | 2 – 1 | Ekwador |
| Argentyna | 0 – 1 | Meksyk  |
| Meksyk    | 2 – 1 | Ekwador |
| Argentyna | 4 – 2 | Urugwaj |

7 lipca 2004
| Meksyk              | 2 – 2 (1–1) | Urugwaj     | 17:30 – Estadio Elías Aguirre, Chiclayo Sędzia: Gilberto Hidalgo (Peru)    |
| Osorio 45'          |             | Bueno 43'   | 17:30 – Estadio Elías Aguirre, Chiclayo Sędzia: Gilberto Hidalgo (Peru)    |
| Pardo 69'           |             | Montero 88' |                                                                            |
|                     |             |             |                                                                            |
| Argentyna           | 6 – 1 (1–0) | Ekwador     | 19:45 – Estadio Elías Aguirre, Chiclayo Sędzia: Carlos Amarilla (Paragwaj) |
| Kily González 5'-k. |             | Delgado 62' | 19:45 – Estadio Elías Aguirre, Chiclayo Sędzia: Carlos Amarilla (Paragwaj) |
| Saviola 64'         |             |             |                                                                            |
| Saviola 75'         |             |             |                                                                            |
| Saviola 79'         |             |             |                                                                            |
| D’Alessandro 84'    |             |             |                                                                            |
| Luis González 90'   |             |             |                                                                            |

10 lipca 2004
| Urugwaj    | 2 – 1 (0 – 0) | Ekwador    | 17:30 – Estadio Elías Aguirre, Chiclayo Sędzia: Gustavo Brand (Wenezuela)            |
| Forlán 61' |               | Salas 73'  | 17:30 – Estadio Elías Aguirre, Chiclayo Sędzia: Gustavo Brand (Wenezuela)            |
| Bueno 78'  |               |            |                                                                                      |
|            |               |            |                                                                                      |
| Argentyna  | 0 – 1 (0 – 1) | Meksyk     | 19:45 – Estadio Elías Aguirre, Chiclayo Sędzia: Márcio Rezende de Freitas (Brazylia) |
|            |               | Morales 8' | 19:45 – Estadio Elías Aguirre, Chiclayo Sędzia: Márcio Rezende de Freitas (Brazylia) |

13 lipca 2004
| Meksyk             | 2 – 1 (2 – 0) | Ekwador       | 17:30 – Coloso Miraflorino, Piura Sędzia: Eduardo Lecca (Peru) |
| Altamirano (p) 23' |               | Delgado 71'   | 17:30 – Coloso Miraflorino, Piura Sędzia: Eduardo Lecca (Peru) |
| Bautista 42'       |               |               |                                                                |
|                    |               |               |                                                                |
| Argentyna          | 4 – 2 (2 – 2) | Urugwaj       | 19:45 – Coloso Miraflorino, Piura Sędzia: Rubén Selman (Chile) |
| Kily González 19'  |               | Estoyanoff 7' | 19:45 – Coloso Miraflorino, Piura Sędzia: Rubén Selman (Chile) |
| Figueroa 20'       |               | Sánchez 38'   |                                                                |
| Ayala 80'          |               |               |                                                                |
| Figueroa 89'       |               |               |                                                                |

#### Grupa C
| Drużyna   | Pkt | Mecze | Wyg | Rem | Por | BrZd | BrStr |
| --------- | --- | ----- | --- | --- | --- | ---- | ----- |
| Paragwaj  | 7   | 3     | 2   | 1   | 0   | 4    | 2     |
| Brazylia  | 6   | 3     | 2   | 0   | 1   | 6    | 3     |
| Kostaryka | 3   | 3     | 1   | 0   | 2   | 3    | 6     |
| Chile     | 1   | 3     | 0   | 1   | 2   | 2    | 4     |

| Kostaryka | 0 – 1 | Paragwaj  |
| Brazylia  | 1 – 0 | Chile     |
| Brazylia  | 4 – 1 | Kostaryka |
| Paragwaj  | 1 – 1 | Chile     |
| Kostaryka | 2 – 1 | Chile     |
| Brazylia  | 1 – 2 | Paragwaj  |

8 lipca 2004
| Kostaryka        | 0 – 1 (0–0) | Paragwaj          | 17:30 – Estadio de la UNSA, Arequipa Sędzia: Oscar Ruiz (Kolumbia)    |
|                  |             | Dos Santos 85'-k. | 17:30 – Estadio de la UNSA, Arequipa Sędzia: Oscar Ruiz (Kolumbia)    |
|                  |             |                   |                                                                       |
| Brazylia         | 1 – 0 (0–0) | Chile             | 19:45 – Estadio de la UNSA, Arequipa Sędzia: Marco Rodríguez (Meksyk) |
| Luis Fabiano 90' |             |                   | 19:45 – Estadio de la UNSA, Arequipa Sędzia: Marco Rodríguez (Meksyk) |

11 lipca 2004
| Brazylia      | 4 – 1 (1 – 0) | Kostaryka       | 15:00 – Estadio de la UNSA, Arequipa Sędzia: Héctor Baldassi (Argentyna) |
| Adriano 44'   |               | Marín 81'       | 15:00 – Estadio de la UNSA, Arequipa Sędzia: Héctor Baldassi (Argentyna) |
| Juan 49'      |               |                 |                                                                          |
| Adriano 54'   |               |                 |                                                                          |
| Adriano 67'   |               |                 |                                                                          |
|               |               |                 |                                                                          |
| Paragwaj      | 1 – 1 (0 – 0) | Chile           | 17:15 – Estadio de la UNSA, Arequipa Sędzia: Gustavo Méndez (Urugwaj)    |
| Cristaldo 78' |               | S. González 71' | 17:15 – Estadio de la UNSA, Arequipa Sędzia: Gustavo Méndez (Urugwaj)    |

14 lipca 2004
| Kostaryka        | 2 – 1 (0 – 1) | Chile           | 17:30 – Estadio Modelo, Tacna Sędzia: René Ortubé (Boliwia)          |
| Wright 60'       |               | Olarra 40'      | 17:30 – Estadio Modelo, Tacna Sędzia: René Ortubé (Boliwia)          |
| Herrón 90'       |               |                 |                                                                      |
|                  |               |                 |                                                                      |
| Brazylia         | 1 – 2 (1 – 1) | Paragwaj        | 19:45 – Estadio de la UNSA, Arequipa Sędzia: Gilberto Hidalgo (Peru) |
| Luís Fabiano 35' |               | J. González 29' | 19:45 – Estadio de la UNSA, Arequipa Sędzia: Gilberto Hidalgo (Peru) |
|                  |               | Bareiro 71'     |                                                                      |

### Ćwierćfinały
17 lipca 2004
| Peru        | 0 – 1 (0 – 0) | Argentyna                | 17:30 – Estadio Elías Aguirre, Chiclayo Sędzia: Carlos Amarilla (Paragwaj) |
|             |               | Tévez 60'                | 17:30 – Estadio Elías Aguirre, Chiclayo Sędzia: Carlos Amarilla (Paragwaj) |
|             |               | czerw. kartka: Ayala 83' |                                                                            |
|             |               |                          |                                                                            |
| Kolumbia    | 2 – 0 (2 – 0) | Kostaryka                | 19:45 – Estadio Mansiche, Trujillo Sędzia: Gustavo Méndez (Urugwaj)        |
| Aguilar 41' |               |                          | 19:45 – Estadio Mansiche, Trujillo Sędzia: Gustavo Méndez (Urugwaj)        |
| Moreno 45'  |               |                          |                                                                            |

18 lipca 2004
| Paragwaj    | 1 – 3 (1 – 1) | Urugwaj                   | 15:00 – Estadio Modelo, Tacna Sędzia: Héctor Baldassi (Argentyna) |
| Gamarra 15' |               | Bueno 40'                 | 15:00 – Estadio Modelo, Tacna Sędzia: Héctor Baldassi (Argentyna) |
|             |               | Darío Silva 65'           |                                                                   |
|             |               | Darío Silva 88'           |                                                                   |
|             |               | czerw. kartka: Varela 63' |                                                                   |
|             |               |                           |                                                                   |
| Meksyk      | 0 – 4 (0 – 1) | Brazylia                  | 20:00 – Coloso Miraflorino, Piura Sędzia: Oscar Ruiz (Kolumbia)   |
|             |               | Alex 27'                  | 20:00 – Coloso Miraflorino, Piura Sędzia: Oscar Ruiz (Kolumbia)   |
|             |               | Adriano 65'               |                                                                   |
|             |               | Adriano 75'               |                                                                   |
|             |               | Ricardo Oliveira 87'      |                                                                   |

### Półfinały
20 lipca 2004
| Argentyna       | 3 – 0 (1 – 0) | Kolumbia | 19:45 – Stadion Narodowy, Lima Sędzia: Gilberto Hidalgo (Peru) |
| Tévez 33'       |               |          | 19:45 – Stadion Narodowy, Lima Sędzia: Gilberto Hidalgo (Peru) |
| L. González 50' |               |          |                                                                |
| Sorín 80'       |               |          |                                                                |

21 lipca 2004
| Urugwaj           | 1 – 1 (1 – 0)     | Brazylia    | 19:45 – Stadion Narodowy, Lima Sędzia: Marco Rodríguez (Meksyk) |                            |
| Sosa 22'          |                   | Adriano 46' | 19:45 – Stadion Narodowy, Lima Sędzia: Marco Rodríguez (Meksyk) |                            |
|                   |                   |             |                                                                 |                            |
| Rzuty karne       |                   |             |                                                                 |                            |
| Brazylia          | Brazylia          | 5 – 3       | Urugwaj                                                         | Urugwaj                    |
| Luisão: gol       | Luisão: gol       | 1–1         | Darío Silva: gol                                                | Darío Silva: gol           |
| Luís Fabiano: gol | Luís Fabiano: gol | 2–2         | Viera: gol                                                      | Viera: gol                 |
| Adriano: gol      | Adriano: gol      | 3–3         | Pouso: gol                                                      | Pouso: gol                 |
| Renato: gol       | Renato: gol       | 4–3         | Sánchez: broni Julio César                                      | Sánchez: broni Julio César |
| Alex: gol         | Alex: gol         | 5–3         |                                                                 |                            |

### Mecz o trzecie miejsce
24 lipca 2004
| Kolumbia    | 1 – 2 (0 – 1) | Urugwaj       | 19:45 – Estadio Garcilaso, Cuzco Sędzia: René Ortubé (Boliwia) |
| Herrera 70' |               | Estoyanoff 2' | 19:45 – Estadio Garcilaso, Cuzco Sędzia: René Ortubé (Boliwia) |
|             |               | Sánchez 80'   |                                                                |

### FINAŁ
25 lipca 2004
| Argentyna                       | 2 – 2 (1 – 1)                   | Brazylia       | 15:00 – Stadion Narodowy, Lima Sędzia: Carlos Amarilla (Paragwaj) |              |
| Kily González 20'-k             |                                 | Luisão 45'     | 15:00 – Stadion Narodowy, Lima Sędzia: Carlos Amarilla (Paragwaj) |              |
| Delgado 87'                     |                                 | Adriano 90'+3' |                                                                   |              |
|                                 |                                 |                |                                                                   |              |
| Rzuty karne                     |                                 |                |                                                                   |              |
| Argentyna                       | Argentyna                       | 2 – 4          | Brazylia                                                          | Brazylia     |
| D’Alessandro: broni Júlio César | D’Alessandro: broni Júlio César | 0–1            | Adriano: gol                                                      | Adriano: gol |
| Heinze: przestrzelił            | Heinze: przestrzelił            | 0–2            | Edú: gol                                                          | Edú: gol     |
| Kily González: gol              | Kily González: gol              | 1–3            | Diego: gol                                                        | Diego: gol   |
| Sorín: gol                      | Sorín: gol                      | 2–4            | Juan: gol                                                         | Juan: gol    |

| Zwycięzca Copa América: BRAZYLIA |

### Strzelcy bramek
7 goli
- Adriano

3 gole
- Javier Saviola
- Kily González
- Carlos Bueno

2 gole
- Luciano Figueroa
- Carlos Tévez Luis González
- Luís Fabiano
- Agustín Delgado
- Tressor Moreno, Abel Aguilar (Kolumbia)
- Nolberto Solano
- Debray Darío Silva, Fabián Estoyanoff, Vicente Sanchez (Urugwaj)

1 gol
- Andrés D’Alessandro, Roberto Alaya, Juan Pablo Sorín, César Delgado (Argentyna)
- Joaquín Botero, Lorgio Álvarez, Gonzalo Galindo (Boliwia)
- Juan, Alex, Ricardo Oliveira, Luisão (Brazylia)
- Sebastián González, Rafael Olarra (Chile)
- Franklin Salas (Ekwador)
- Edixon Perea, Edwin Congo, Sergio Herrera (Kolumbia)
- Luis Marín, Mauricio Wright, Andy Herrón (Kostaryka)
- Ricardo Osorio, Pavel Pardo, Ramón Morales, Héctor Altamirano, Adolfo Bautista (Meksyk)
- Julio dos Santos, Ernesto Cristaldo, Julio González, Fredy Bareiro, Carlos Gamarra (Paragwaj)
- Claudio Pizarro, Roberto Palacios, Jefferson Farfán, Santiago Acasiete, Flavio Maestri (Peru)
- Paolo Montero, Diego Forlán, Marcelo Sosa (Urugwaj)
- Massimo Margiotta, Dickson Morán (Wenezuela)

### Sędziowie
| Mecze | Sędziowie                                                                           |
| ----- | ----------------------------------------------------------------------------------- |
| 3     | Héctor Baldassi Marco Rodríguez Carlos Amarilla Gilberto Hidalgo                    |
| 2     | René Ortubé Márcio Rezende de Freitas Rubén Selman Oscar Julián Ruiz Gustavo Méndez |
| 1     | Wilmer Mattus Pedro Ramos Eduardo Lecca Gustavo Brand                               |